# Хессигхайм
Хессигхайм (нем. Hessigheim) — община в Германии, в земле Баден-Вюртемберг. 
Подчиняется административному округу Штутгарт. Входит в состав района Людвигсбург.  Население составляет 2217 человек (на 31 декабря 2010 года). Занимает площадь 5,03 км².